# Бойченко, Вадим Сергеевич
Вадим Сергеевич Бойченко (укр. Вадим Сергійович Бойченко; род. 5 июня 1977, Жданов, Донецкая область) — украинский политический и государственный деятель. Городской голова Мариуполя (с 2015 года).

## Биография
Родился 5 июня 1977 года в Мариуполе. Выпускник местной школы № 41 (Орджоникидзевский район).
Окончил Приазовский государственный технический университет (2001) по специальности «транспортные технологии» и Донецкий национальный университет (2015) по специальности «бизнес-администрирование».

### Трудовая деятельность
Начал трудовую деятельность в 1995 году на металлургическом комбинате «Азовсталь» в Мариуполе, где прошёл путь от помощника машиниста тепловоза до начальника отдела транспортных цехов службы — заместителя директора по мотивации. В 2010 году перешёл на работу в «Метинвест» Рината Ахметова, где со временем занял пост начальника управления дирекции по персоналу. С 2013 по 2015 года — сотрудник Мариупольского металлургического комбината имени Ильича, также входящего в бизнес-структуру Ахметова. На момент ухода из комбината Бойченко занимал пост директора по персоналу и социальным вопросам.

### Политическая деятельность
28 августа 2013 года избран членом исполнительного комитета Мариупольского городского совета, куда его кандидатура была внесена по представлению трудового коллектива металлургического комбината имени Ильича.
В 2014 году действующий городской голова Мариуполя Юрий Хотлубей заявил, что желает видеть Бойченко своим преемником на посту.
На местных выборах 2015 года Бойченко победил в первом туре и был избран городским головой Мариуполя. В 2019 году на парламентских выборах Бойченко входил в первую десятку «Оппозиционного блока». Накануне местных выборов 2020 года крупнейшая фракция в городском совете — фракция «Оппозиционный блок» была переименована во фракцию «Блок Вадима Бойченко». По итогам выборов 2020 года Бойченко вновь был избран мэром, набрав 64,5 % голосов избирателей. На момент выборов являлся членом партии «Блок Вадима Бойченко».
В 2022 году во время вторжения России в Украину и накануне осады Мариуполя Бойченко покинул Мариуполь.

## Личная жизнь
Супруга — Галина. Дочь — Наталья, сын — Сергей. В 2020 год супруга получила 12,8 млн гривен зарплаты в холдинге «Метинвест».